# Congetia
Congetia is een geslacht van tweekleppigen uit de  familie van de Noetiidae.

## Soorten
- Congetia chesneyi (Oliver & Chesney, 1994)
- Congetia congoensis (Thiele & Jaeckel, 1931)
- Congetia vivianae (Oliver, 1990)